# 제61회 NHK 홍백가합전
《제61회 NHK 홍백가합전》(일본어: 第61回NHK紅白歌合戦 다이로쿠쥬잇카이에누에이치케이코하쿠우타갓센[*])는 2010년 12월 31일에 방송된 통산 61회째인 NHK 홍백가합전이다.

## 사회자
- 종합사회 - 아베 와타루 아나운서
- 홍조(紅組)사회 - 마츠시타 나오
- 백조(白組)사회 - 아라시 전원
- 라디오 중계 - 코마츠 코지, 쿠로사키 메구미 아나운서

## 게스트 심사원
- 노구치 소이치 : 국제우주정거장 장기체류 승무원으로서 키보 모듈 등에서 활동. 일본인 최장우주체류기간인 177일 3시간 5분을 지내고 2010년 6월 귀환한 우주비행사.
- 미나토 가나에 : 데뷔작인 소설 『고백』이 영화화되어 크게 히트쳤다.
- 이와사키 나쓰미 : 소설 『만약 고교야구 여자 매니저가 피터드러커를 읽는다면』이 200만 부 이상 팔려서 2010년 베스트셀러가 되었다. 또한 이 작품은 애니메이션화되어 2011년 4월부터 5월까지 NHK에서 방송하였다.
- 테라지마 시노부 : 영화 『캐터필러』로 베를린 국제 영화제 최우수 주연 여우상을 수상. 또 NHK 대하드라마 『료마전』에서 사카모토 오토메 역을 맡았다.
- 다카하시 다이스케 : 2010년 동계 올림픽 피겨스케이팅 남자 싱글 동메달리스트 및 2010년 세계 피겨 스케이팅 선수권 대회 남자 싱글로 우승.
- 우에노 주리 : 2011년 방영할 대하드라마 『고우~공주들의 전국~』에서 주인공 스겐인 역.
- 이세야 유스케 : 『료마전』에서 다카스기 신사쿠 역.
- 나카마 유키에 : 2011년에 NHK BS 프리미엄에서 방영할 드라마 『テンペスト』에서 마즈루(손 네이온) 역. (같은 이름의 연극으로도 공연.)
- 키타오오지 킨야 : 『고우~공주들의 전국~』에서 도쿠가와 이에야스 역.
- 무라 누노에 : 2010년 상반기 연속 TV 소설 『ゲゲゲの女房』의 저자로 알려져 있으며, 작품의 여주인공인 후미에의 모델.

## 출장가수
진한 글씨는 첫 출장을 나타냄.

괄호 안의 숫자는 출장횟수를 나타냄.

### 1부
- 아카구미(紅組) :
  - 하마사키 아유미 (12) 〈Virgin Road〉
  - AKB48 (3) 〈紅白2010 AKB48神曲SP[1]〉
  - 안젤라 아키 (5) 〈輝く人〉
  - 히라하라 아야카 (7) 〈Voyagers〉
  - 고다이 나츠코 (17) 〈ひとり酒〉
  - 니시노 카나 (1) 〈Best Friend〉
  - 가와나카 미유키 (23) 〈二輪草〉
  - 쿠미코 (1) 〈ＩＮＯＲＩ～祈り～〉
  - 미즈모리 카오리 (8) 〈松島紀行〉
  - 미즈키 나나 (2) 〈PHANTOM MINDS〉
  - 덴도 요시미 (15) 〈人生みちづれ〉

- 시로구미(白組) :
  - EXILE (6) 〈I Wish For You〉
  - NYC (2) 〈よく遊びよく学べ100%NYC[2]〉
  - AAA (1) 〈逢いたい理由〉
  - flumpool (2) 〈君に届け〉
  - 유스케 (2) 〈ひと〉
  - 호소카와 타카시 (34) 〈浪花節だよ人生は〉
  - 포르노그라피티 (9) 〈君は100%〉
  - FUNKY MONKEY BABYS (2) 〈あとひとつ〉
  - HY (1) 〈時をこえ〉
  - 토쿠나가 히데아키 (5) 〈時の流れに身をまかせ〉
  - L'Arc~en~Ciel (4) 〈BLESS〉
  - 모리 신이치 (43) 〈襟裳岬〉

### 2부
- 아카구미(紅組) :
  - aiko (9) 〈向かいあわせ〉
  - Perfume (3) 〈ねぇ〉
  - 코다 쿠미 (6) 〈KODA KUMI 2010 Special Medley[3]〉
  - 와다 아키코 (34) 〈AKKOィィッ!紅白2010スペシャル[4]〉
  - 고바야시 사치코 (32) 〈母ちゃんのひとり言〉
  - 우에무라 카나 (1) 〈トイレの神様〉
  - 이키모노가카리 (3) 〈ありがとう〉
  - 이시카와 사유리 (33) 〈天城越え〉
  - 사카모토 후유미 (22) 〈また君に恋してる〉
  - DREAMS COME TRUE (13) 〈生きてゆくのです♡ feat. ザ紅白スペシャルブラスバンド〉

- 시로구미(白組) :
  - 고 히로미 (23) 〈GO!GO!イヤー紅白スペシャルメドレー[5]〉
  - TOKIO (17) 〈advance〉
  - 이츠키 히로시 (40) 〈おしろい花〉
  - 가야마 유조 (17) 〈若大将50年! スペシャルメドレー[6]〉
  - 후쿠야마 마사하루 (3) 〈道標[7]〉
  - 코부쿠로 (6) 〈流星〉
  - 아라시 (2) 〈2010紅白オリジナルメドレー[8]〉
  - 키타지마 사부로 (47) 〈風雪ながれ旅〉
  - 히카와 키요시 (11) 〈虹色のバイヨン〉
  - SMAP (18) 〈This is love '10 SPメドレー[9]〉

## 같이 보기
- NHK 홍백가합전